# Jaromír Koláčný
Jaromír Koláčný (ur. 25 kwietnia 1980 w Děčínie) – czeski siatkarz, grający na pozycji przyjmującego. Od sezonu 2017/2018 występuje w luksemburskiej Novotel-Ligue, w drużynie VC Fentange.

## Sukcesy klubowe
Mistrzostwo Czech:
- 2004
- 2002, 2003
- 2001

Puchar Czech:
- 2004

Puchar Francji:
- 2012[2]

Puchar Luksemburga:
- 2018

Mistrzostwo Luksemburga:
- 2018